# Dear (에이핑크의 음반)
《Dear》(디어)는 대한민국의 걸 그룹 에이핑크의 스페셜 음반이다. 2016년 12월 15일에 플랜에이엔터테인먼트를 통해서 발매됐다.

## 개요
- 〈Dear (Whisper)〉는 CD에만 수록되어 있는 히든 트랙이다.
- 〈별의 별〉은 ASMR 버전 티저와 뮤직비디오 티저가 공개됐다.
- 〈Mr. Chu (Inst.)〉은 《Pink Blossom》의 타이틀곡의 반주가 아닌 6번 트랙의 반주이다. On Stage 버전은 《Pink Blossom》에 수록되어 있다.

## 발매 과정
2016년 12월 5일, 공식 팬 카페와 페이스북, 인스타그램, 웨이보, 트위터 등 공식 SNS를 통해서 ‘Apink Special Album 'Dear' 2016.12.15 00:00’이라는 문구와 함께 한 장의 사진이 게재됐다. 공개된 사진에는 데님 반바지와 블랙 또는 화이트 양말을 신고있는 하반신의 모습만이 담겨져 있다. 그리고 같은 날 오후에는 트랙 리스트가 공개되었다. 발매 1주 전인 12월 7일에는 박초롱과 손나은, 12월 8일에는 윤보미와 김남주, 12월 9일에는 정은지와 오하영의 티저 이미지가 공개됐다. 12월 12일에는 단체 전신 티저 이미지가 공개됐으며, 또한 ASMR 버전의 티저 영상이 유튜브를 통해서 공개됐다. 발매 이틀 전인 12월 13일에는 롤링 뮤직 티저가 공개됐다. 발매 하루 전날에는 타이틀곡 "Dear" 뮤직비디오 티저가 공개됐으며, 발매 당일에 각종 음원 사이트와 유튜브, 음반 사이트에서 음반, 음원 및 뮤직비디오가 공개됐다.

## 수록곡
| #   | 제목                                          | 작사                   | 작곡                   | 편곡 | 재생 시간 |
| --- | --------------------------------------------- | ---------------------- | ---------------------- | ---- | --------- |
| 1.  | 〈Dear〉 (Whisper) (CD Only)                  | 에이핑크               | 에이핑크               | 5:19 |           |
| 2.  | 〈별의 별〉                                   | 이용환, 새벽, 진리     | 이용환, 새벽, 진리     | 3:11 |           |
| 3.  | 〈Miss U〉                                    | 이대희, 이병호, 이신성 | 이대희, 이병호         | 4:07 |           |
| 4.  | 〈NoNoNo〉 (Ballad Ver.)                      | 신사동호랭이, KUPA     | 신사동호랭이, KUPA     | 4:19 |           |
| 5.  | 〈내가 설렐 수 있게〉 (R&B Ver.)              | 블랙아이드필승         | 블랙아이드필승         | 3:49 |           |
| 6.  | 〈LUV〉 (Ballad Ver.)                         | 신사동호랭이, 범이낭이 | 신사동호랭이, 범이낭이 | 4:46 |           |
| 7.  | 〈흔한 일〉 (Song by 박초롱, 손나은)          | 박초롱, 손나은         | 이병호, 강명신         | 3:44 |           |
| 8.  | 〈잃어버린 조각〉 (Song by 윤보미, 김남주)    | 윤보미, 김남주         | ZigZag Note            | 3:27 |           |
| 9.  | 〈그 봄날, 이 가을〉 (Song by 정은지, 오하영) | 정은지, 오하영         | 정태수, 박찬           | 3:39 |           |
| 10. | 〈Mr. Chu〉 (Inst.)                           |                        | 이단옆차기, Seion      | 3:35 |           |
| 11. | 〈동화 같은 사랑〉 (Inst.)                    |                        | 이용환, 텐조와 타스코  | 3:52 |           |
| 12. | 〈4월 19일〉 (Inst.)                          |                        | 김진환                 | 4:16 |           |